# Championnat de France de basket-ball de Nationale féminine 1 2023-2024
Navigation
2022-2023 2024-2025
La saison 2023-2024 du championnat de France de basket-ball de Nationale 1 est la 74e édition du championnat de France de basket-ball de Nationale féminine 1, la 14e édition sous la dénomination de Nationale féminine 1. La NF1 est le troisième plus haut niveau du championnat de France de basket-ball. Vingt-huit clubs participent à la compétition, plus haut niveau amateur de basket-ball de l'hexagone, sous la direction de la FFBB.

## Formule de la compétition
La compétition est organisée en deux phases distinctes.
Lors de la phase 1, les 24 équipes sont réparties en 2 poules de 12. L’équipe du CFBB et l’équipe Espoirs LFB ne sont pas intégrées dans la même poule. Les équipes disputent un championnat en rencontres aller et retour à l’issue duquel un classement est établi.
Les équipes classées 1re et 2e (pouvant comprendre l’équipe 2 du CFBB et/ou l’équipe Espoirs LFB) de chaque poule sont regroupées en une poule unique et disputent la phase 2.
Les équipes classées aux deux dernières places de chaque poule à l’issue de la phase 1 sont reléguées en NF2 pour la saison suivante.
Si l’équipe du CFBB ou l’équipe Espoirs LFB se trouvent en situation de relégation en NF2 pour la saison suivante, l’équipe classée en position de premier non relégable de sa poule à l’issue de la phase 1 sera reléguée, en lieu et place de cette (ces) équipe(s), en NF2 pour la saison suivante.
Lors de la phase 2, les équipes qualifiées qui se sontdéjà affrontées lors de la phase 1 ne se rencontrent pas à nouveau mais conservent les résultats directs acquis lors de la phase 1.
Les autres équipes de NF1 ne disputent pas de phase 2. La phase 2 se dispute en rencontres aller et retour (4 rencontres).
Le titre de Champion de France est attribué à l’équipe classée 1re à l’issue de la phase 2. Les deux équipes accédant à la LF2 pour la saison suivante sont les équipes classées 1re et 2e de la phase 2. Le CFBB et l’équipe Espoirs LFB ne peuvent accéder à la LF2.
Dans les cas particuliers suivants, l’équipe ci-dessous accédera à la LF2 :
- L’équipe classée 3e de la phase 2 : si le CFBB ou l’équipe Espoirs LFB est classée à l’une des 2 premières places de la phase 2 ;
- Les équipes classées 3e et 4e de la phase 2 : si le CFBB et l’équipe Espoirs LFB sont classées aux 2 premières places de la phase 2.

L’accession de l’équipe est effective sous réserve qu’elle satisfasse aux conditions de la LF2 et à la condition que la FFBB émette un avis favorable au regard de la situation financière.

## Phase 1
Légende des classements
- Qualifié pour la phase 2
- Relégué en Nationale 2
- Repêché
- Rétrogradé
- R : Relégué de Ligue Féminine 2
- P : Promu de Nationale 2

### Poule A

#### Classement
| Rang | Équipe           | Pts  | J  | G  | P  | Pp   | Pc   | Diff |
| ---- | ---------------- | ---- | -- | -- | -- | ---- | ---- | ---- |
| 1    | Monaco BA R      | 42+2 | 22 | 18 | 4  | 1727 | 1428 | 299  |
| 2    | AS Villeurbanne  | 40+1 | 22 | 17 | 5  | 1667 | 1421 | 246  |
| 3    | US Le Poinçonnet | 38   | 22 | 16 | 6  | 1590 | 1507 | 83   |
| 4    | Limoges ABC      | 38+1 | 22 | 15 | 7  | 1434 | 1273 | 161  |
| 5    | Roanne BF        | 35   | 22 | 13 | 9  | 1470 | 1408 | 62   |
| 6    | Annemasse BC P   | 35+1 | 22 | 12 | 10 | 1621 | 1476 | 145  |
| 7    | CJS Geispolsheim | 35+1 | 22 | 12 | 10 | 1478 | 1462 | 16   |
| 8    | US Colomiers     | 33   | 22 | 11 | 11 | 1503 | 1519 | -16  |
| 9    | Martigues SB P   | 31   | 22 | 9  | 13 | 1443 | 1464 | -21  |
| 10   | BC Nord Alsace P | 27   | 22 | 5  | 17 | 1323 | 1441 | -118 |
| 11   | ES Gimont P      | 26   | 22 | 4  | 18 | 1275 | 1534 | -259 |
| 12   | Centre fédéral   | 22   | 22 | 0  | 22 | 1058 | 1656 | -598 |

Note : Monaco BA obtient 2 points bonus grâce à sa qualification en finale du Trophée Coupe de France.
AS Villeurbanne, US Le Poinçonnet, Limoges ABC, Roanne BF, Annemasse BC et CJS Geispolsheim obtiennent 1 point bonus grâce à leur qualification en quart de finale du Trophée Coupe de France.

### Poule B

#### Classement
| Rang | Équipe                             | Pts  | J  | G  | P  | Pp   | Pc   | Diff |
| ---- | ---------------------------------- | ---- | -- | -- | -- | ---- | ---- | ---- |
| 1    | USDB Alençon 61                    | 43+2 | 22 | 19 | 3  | 1428 | 1207 | 221  |
| 2    | ALA Le Havre                       | 41   | 22 | 19 | 3  | 1534 | 1198 | 336  |
| 3    | BCSP Nantes-Rezé                   | 38   | 22 | 16 | 6  | 1607 | 1385 | 222  |
| 4    | USLG Cherbourg-en-Cotentin         | 35   | 22 | 13 | 9  | 1332 | 1290 | 42   |
| 5    | BC Franconville                    | 35+1 | 22 | 12 | 10 | 1465 | 1450 | 15   |
| 6    | CO Trith                           | 34   | 22 | 12 | 10 | 1416 | 1349 | 67   |
| 7    | ASA Sceaux                         | 32   | 22 | 10 | 12 | 1504 | 1523 | -19  |
| 8    | COB Calais R                       | 32   | 22 | 10 | 12 | 1460 | 1469 | -9   |
| 9    | AS Orly                            | 31   | 22 | 9  | 13 | 1404 | 1502 | -98  |
| 10   | Stade français                     | 28   | 22 | 6  | 16 | 1316 | 1443 | -127 |
| 11   | BF Escaudain PH                    | 26   | 22 | 4  | 18 | 1287 | 1564 | -277 |
| 12   | ESB Villeneuve-d'Ascq-Lille Espoir | 24   | 22 | 2  | 20 | 1211 | 1584 | -373 |

Note : USDB Alençon 61 obtient 2 points bonus grâce à sa qualification en finale du Trophée Coupe de France. BC Franconville obtient 1 point bonus grâce à leur qualification en quart de finale du Trophée Coupe de France.

## Phase 2
- Champion de France de Nationale 1 et promu en Ligue Féminine 2
- Promu en Ligue Féminine 2
- R : Relégué de Ligue Féminine 2
- P : Relégué en Nationale 2

| Rang | Équipe          | Pts | J | G | P | Pp  | Pc  | Diff |  | Résultats (dom.\ext.) | ALE   | LeH   | ASVEL | MON   |
| ---- | --------------- | --- | - | - | - | --- | --- | ---- |  | --------------------- | ----- | ----- | ----- | ----- |
| 1    | USDB Alençon 61 | 11  | 6 | 5 | 1 | 370 | 359 | 11   |  | USDB Alençon 61       |       | 53-49 | 86-76 | 63-46 |
| 2    | ALA Le Havre    | 9   | 6 | 3 | 3 | 403 | 389 | 14   |  | ALA Le Havre          | 50-54 |       | 85-59 | 75-62 |
| 3    | AS Villeurbanne | 8   | 6 | 2 | 4 | 451 | 443 | 8    |  | AS Villeurbanne       | 90-61 | 74-77 |       | 84-59 |
| 4    | Monaco BA R     | 8   | 6 | 2 | 4 | 377 | 410 | -33  |  | Monaco BA R           | 48-53 | 87-67 | 75-68 |       |

## Bilan de la saison
| Tableau d'honneur de la saison 2023-2024 |                                               |
| Compétition                              | Vainqueur                                     |
| Nationale 1                              | USDB Alençon 61                               |
| Promotions et relégations                |                                               |
| Promu en LF2                             | USDB Alençon 61 ALA Le Havre                  |
| Relégués de LF2                          | Strasbourg IG Champagne Basket                |
| Repêchés en Nationale 1                  | BC Nord Alsace Stade français BF Escaudain PH |
| Relégués en Nationale 2                  | ES Gimont                                     |
| Promus de Nationale 2                    | -                                             |